# Glutamátový receptor

L-glutamát je ligandem glutamátových receptorů - váže se na ně a aktivuje je

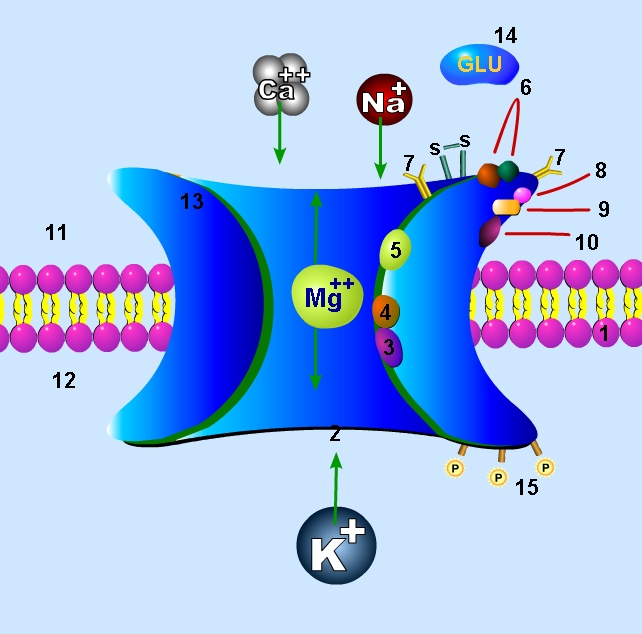
Zevrubné schéma NMDA receptoru, jednoho z glutamátových receptorů

Glutamátový receptor (GluR) je obecné označení pro receptor, jehož ligandem je glutamát (tedy kyselina glutamová, přesněji L-glutamová). Jsou běžné v nervových soustavách savců – glutamát u savců totiž plní funkci základního excitačního neurotransmiteru. Receptory glutamátového typu se tak vyskytují na většině rychlých excitačních synapsí obratlovců. U člověka bylo nalezeno více než 20 genů pro různé glutamátové receptory. Je totiž známo velké množství různých typů glutamátových receptorů, a to jak tzv. ionotropních (iGluR, jež se po vazbě glutamátu stávají otevřenými iontovými kanály), tak metabotropních (mGluR, které mají povahu tzv. receptorů spřažených s G proteinem).

## Klasifikace

### Ionotropní
Ionotropní glutamátové receptory jsou ligandem řízené iontové kanály, které po aktivaci propouští sodné, draselné a někdy i vápenaté ionty:
- AMPA receptory (též Q receptory) – typickým agonistou je α-amino-3-hydroxy-5-methyl-4-isoxalon (AMPA), tyto receptory tvoří podstatu většiny rychlých excitačních synapsí v mozku[2]
- NMDA receptory – typickým agonistou je N-methyl-D-aspartát (NMDA), tyto receptory se významně podílí např. na procesech paměti a učení,[1] vyskytují se nicméně na téměř všech nervových buňkách v mozku a míše.[3]
- Kainátové receptory (KA receptory[3]) – typickým agonistou je kainát,[2] jako jediné glutamátové receptory se vyskytují nejen na presynaptických, ale též na postsynaptických membránách, takže se účastní i procesu výlevu neuropřenašečů.[2]

### Metabotropní
Metabotropní glutamátové receptory jsou méně početná a teprve nedávno objevená skupina glutamátových receptorů, které po navázání glutamátu aktivují na vnitřní straně membrány G proteinovou kaskádu. Označují se čísly, jsou známy mGluR1–mGluR6. Hrají rozmanité role v regulaci neuronální dráždivosti a synaptického přenosu.